# Grande Prêmio da Áustria de 1983
Resultados do Grande Prêmio da Áustria de Fórmula 1 realizado em Österreichring em 14 de agosto de 1983. Décima primeira etapa do campeonato, foi vencido pelo francês Alain Prost, da Renault, com René Arnoux em segundo pela Ferrari e Nelson Piquet em terceiro pela Brabham-BMW.

## Classificação

### Treinos oficiais
| Pos.    | N.º | Piloto             | Construtor        | Q1       | Q2       | Grid    |
| ------- | --- | ------------------ | ----------------- | -------- | -------- | ------- |
| 1       | 27  | Patrick Tambay     | Ferrari           | 1:30.358 | 1:29.871 | —       |
| 2       | 28  | René Arnoux        | Ferrari           | 1:29.995 | 1:29.935 | + 0.064 |
| 3       | 12  | Nigel Mansell      | Lotus-Renault     | 1:31.263 | 1:30.457 | + 0.586 |
| 4       | 5   | Nelson Piquet      | Brabham-BMW       | 1:31.912 | 1:30.566 | + 0.695 |
| 5       | 15  | Alain Prost        | Renault           | 1:30.841 | 1:32.187 | + 0.970 |
| 6       | 6   | Riccardo Patrese   | Brabham-BMW       | 1:31.770 | 1:31.440 | + 1.569 |
| 7       | 36  | Bruno Giacomelli   | Toleman-Hart      | 1:33.333 | 1:31.693 | + 1.822 |
| 8       | 16  | Eddie Cheever      | Renault           | 1:31.695 | 1:31.962 | + 1.824 |
| 9       | 23  | Mauro Baldi        | Alfa Romeo        | 1:31.802 | 1:31.769 | + 1.898 |
| 10      | 35  | Derek Warwick      | Toleman-Hart      | 1:32.888 | 1:31.962 | + 2.091 |
| 11      | 22  | Andrea de Cesaris  | Alfa Romeo        | 1:32.359 | 1:32.720 | + 2.488 |
| 12      | 11  | Elio de Angelis    | Lotus-Renault     | 1:34.818 | 1:32.451 | + 2.580 |
| 13      | 9   | Manfred Winkelhock | ATS-BMW           | 1:33.754 | 1:33.211 | + 3.340 |
| 14      | 8   | Niki Lauda         | McLaren-Ford      | 1:34.518 | 1:36.604 | + 4.647 |
| 15      | 1   | Keke Rosberg       | Williams-Ford     | 1:36.136 | 1:35.380 | + 5.509 |
| 16      | 40  | Stefan Johansson   | Spirit-Honda      | 1:40.330 | 1:35.892 | + 6.021 |
| 17      | 7   | John Watson        | McLaren-Ford      | 1:36.059 | 1:36.141 | + 6.188 |
| 18      | 3   | Michele Alboreto   | Tyrrell-Ford      | 1:36.347 | 1:36.079 | + 6.208 |
| 19      | 30  | Thierry Boutsen    | Arrows-Ford       | 1:37.253 | 1:36.357 | + 6.486 |
| 20      | 25  | Jean-Pierre Jarier | Ligier-Ford       | 1:36.435 | 1:36.437 | + 6.564 |
| 21      | 33  | Roberto Guerrero   | Theodore-Ford     | 1:36.918 | 1:36.532 | + 6.661 |
| 22      | 29  | Marc Surer         | Arrows-Ford       | 1:37.175 | 1:36.619 | + 6.748 |
| 23      | 4   | Danny Sullivan     | Tyrrell-Ford      | 1:37.858 | 1:36.772 | + 6.901 |
| 24      | 2   | Jacques Laffite    | Williams-Ford     | 1:37.546 | 1:37.017 | + 7.146 |
| 25      | 32  | Piercarlo Ghinzani | Osella-Alfa Romeo | 1:38.455 | 1:37.117 | + 7.246 |
| 26      | 31  | Corrado Fabi       | Osella-Alfa Romeo | 1:37.650 | 1:37.217 | + 7.346 |
| 27      | 26  | Raul Boesel        | Ligier-Ford       | 1:37.400 | 1:37.554 | + 7.529 |
| 28      | 34  | Johnny Cecotto     | Theodore-Ford     | 1:37.677 | 1:37.497 | + 7.626 |
| 29      | 17  | Kenny Acheson      | RAM-Ford          | 1:38.974 | 1:39.138 | + 9.103 |
| Fontes: |     |                    |                   |          |          |         |

### Corrida
| Pos.    | Nº | Piloto             | Construtor        | Voltas | Tempo/Diferença   | Grid | Pontos |
| ------- | -- | ------------------ | ----------------- | ------ | ----------------- | ---- | ------ |
| 1       | 15 | Alain Prost        | Renault           | 53     | 1:24:32.745       | 5    | 9      |
| 2       | 28 | René Arnoux        | Ferrari           | 53     | + 6.835           | 2    | 6      |
| 3       | 5  | Nelson Piquet      | Brabham-BMW       | 53     | + 27.659          | 4    | 4      |
| 4       | 16 | Eddie Cheever      | Renault           | 53     | + 28.395          | 8    | 3      |
| 5       | 12 | Nigel Mansell      | Lotus-Renault     | 52     | + 1 volta         | 3    | 2      |
| 6       | 8  | Niki Lauda         | McLaren-Ford      | 51     | + 2 voltas        | 14   | 1      |
| 7       | 25 | Jean-Pierre Jarier | Ligier-Ford       | 51     | + 2 voltas        | 20   |        |
| 8       | 1  | Keke Rosberg       | Williams-Ford     | 51     | + 2 voltas        | 15   |        |
| 9       | 7  | John Watson        | McLaren-Ford      | 51     | + 2 voltas        | 17   |        |
| 10      | 31 | Corrado Fabi       | Osella-Alfa Romeo | 50     | + 3 voltas        | 26   |        |
| 11      | 32 | Piercarlo Ghinzani | Osella-Alfa Romeo | 49     | + 4 voltas        | 25   |        |
| 12      | 40 | Stefan Johansson   | Spirit-Honda      | 48     | + 5 voltas        | 16   |        |
| 13      | 30 | Thierry Boutsen    | Arrows-Ford       | 48     | + 5 voltas        | 19   |        |
| Ret     | 9  | Manfred Winkelhock | ATS-BMW           | 33     | Vazamento d’água  | 13   |        |
| Ret     | 22 | Andrea de Cesaris  | Alfa Romeo        | 31     | Pane seca         | 11   |        |
| Ret     | 27 | Patrick Tambay     | Ferrari           | 30     | Ignição           | 1    |        |
| Ret     | 6  | Riccardo Patrese   | Brabham-BMW       | 29     | Motor             | 6    |        |
| Ret     | 33 | Roberto Guerrero   | Theodore-Ford     | 25     | Câmbio            | 21   |        |
| Ret     | 2  | Jacques Laffite    | Williams-Ford     | 21     | Vibrações         | 24   |        |
| Ret     | 23 | Mauro Baldi        | Alfa Romeo        | 13     | Vazamento de óleo | 9    |        |
| Ret     | 3  | Michele Alboreto   | Tyrrell-Ford      | 8      | Colisão           | 18   |        |
| Ret     | 35 | Derek Warwick      | Toleman-Hart      | 2      | Turbo             | 10   |        |
| Ret     | 36 | Bruno Giacomelli   | Toleman-Hart      | 1      | Radiador          | 7    |        |
| Ret     | 11 | Elio de Angelis    | Lotus-Renault     | 0      | Colisão           | 12   |        |
| Ret     | 29 | Marc Surer         | Arrows-Ford       | 0      | Colisão           | 22   |        |
| Ret     | 4  | Danny Sullivan     | Tyrrell-Ford      | 0      | Colisão           | 23   |        |
| DNQ     | 26 | Raul Boesel        | Ligier-Ford       |        |                   |      |        |
| DNQ     | 34 | Johnny Cecotto     | Theodore-Ford     |        |                   |      |        |
| DNQ     | 17 | Kenny Acheson      | RAM-Ford          |        |                   |      |        |
| Fontes: |    |                    |                   |        |                   |      |        |

## Tabela do campeonato após a corrida
| Pos.    | Piloto         | Pontos |
| ------- | -------------- | ------ |
| 1       | Alain Prost    | 51     |
| 2       | Nelson Piquet  | 37     |
| 3       | René Arnoux    | 34     |
| 4       | Patrick Tambay | 31     |
| 5       | Keke Rosberg   | 25     |
| Fontes: |                |        |

| Pos.    | Equipe        | Pontos |
| ------- | ------------- | ------ |
| 1       | Renault       | 68     |
| 2       | Ferrari       | 65     |
| 3       | Brabham-BMW   | 41     |
| 4       | Williams-Ford | 36     |
| 5       | McLaren-Ford  | 30     |
| Fontes: |               |        |

- Nota: Somente as primeiras cinco posições estão listadas. Entre 1981 e 1990 cada piloto podia computar onze resultados válidos por temporada não havendo descartes no mundial de construtores.